# Bela (chi ốc biển)
Bela là một chi ốc biển, là động vật thân mềm chân bụng sống ở biển trong họ Conidae.

## Các loài
Các loài thuộc chi Bela (động vật chân bụng) bao gồm:
- Bela africana Ardovini, 2004[3]
- Bela alma Thiele, 1925[4]
- Bela anderssoni Strebel, 1908[5]
- Bela anna Thiele, 1925[6]
- Bela ardovinii Mariottini & Oliverio, 2008[7]
- Bela bella Barnard, 1958[8]
- Bela brachystoma (Philippi, 1844)[9]
- Bela chuni Thiele, 1925[10]
- Bela clarae Peñas & Rolán, 2008[11]
- Bela cycladensis (Reeve, 1845)[12]
- Bela decussata (Locard, 1897)[13]
- Bela exilis Ardovini, 2004[14]
- Bela fulvicans Strebel, 1908[15]
- Bela fuscata (Deshayes, 1835)[16]
- Bela glacialis Thiele, 1912[17]
- Bela menkhorsti van Aartsen, 1988[18]
- Bela nebula (Montagu, 1803)[19]
- Bela oceanica (Locard, 1897)[20]
- Bela powisiana (Dautzenberg, 1887)[21]
- Bela taprurensis (Pallary, 1904)
- † Bela trinacria Mariottini & Smriglio, 2009[22]
- Bela zenetouae (van Aartsen, 1988)[23]
- Bela zonata (Locard, 1892)[24]

Các loài được đưa vào đồng nghĩa
- Bela abyssorum Locard, 1897: đồng nghĩa của Gymnobela abyssorum (Locard, 1897)
- Bela aegeensis (Reeve, 1844) [25]: đồng nghĩa của Bela nebula (Montagu, 1803)
- Bela alberti (Dautzenberg & Fisher, 1906)[26]: đồng nghĩa của Phymorhynchus alberti (Dautzenberg & Fischer, 1906)
- Bela albrechti Krause, 1886: đồng nghĩa của Granotoma albrechti (Krause, 1886)
- Bela angulosa Sars G. O., 1878: đồng nghĩa của Propebela angulosa (G. O. Sars, 1878)
- Bela antarctica Strebel, 1908: đồng nghĩa của Conorbela antarctica (Strebel, 1908)
- Bela assimilis Sars G. O., 1878: đồng nghĩa của Propebela assimilis (Sars G. O., 1878)
- Bela australis Adams & Angas, 1864: đồng nghĩa của Guraleus australis (Adams & Angas, 1864)
- Bela bergensis Friele, 1886: đồng nghĩa của Propebela bergensis (Friele, 1886)
- Bela blaneyi Bush, 1909[27]: đồng nghĩa của Oenopota blaneyi (Bush, 1909)
- Bela concinnula Verrill, 1882: đồng nghĩa của Propebela concinnula (A. E. Verrill, 1882)
- Bela confusa (Locard, 1897)[28]: đồng nghĩa của Bela brachystoma (Philippi, 1844)
- Bela conoidea Sars G. O., 1878: đồng nghĩa của Curtitoma conoidea (Sars G. O., 1878)
- Bela costulata (Risso, 1826)[29]: đồng nghĩa của Mangelia costulata Risso, 1826
- Bela eva Thiele, 1925: đồng nghĩa của Maoritomella eva (Thiele, 1925)
- Bela excurvata Carpenter, 1864: đồng nghĩa của Oenopota excurvata (Carpenter, 1864)
- Bela expansa Sars G. O., 1878: đồng nghĩa của Lusitanops expansa (Sars G. O., 1878)
- Bela graphica Locard, 1897: đồng nghĩa của Oenopota graphica (Locard, 1897)
- Bela ginnania (Risso, 1826) [25]: đồng nghĩa của Bela nebula
- Bela grimaldii Dautzenberg, 1889: đồng nghĩa của Amphissa acutecostata (Philippi, 1844)
- Bela grippi Dall, 1908: đồng nghĩa của Bellaspira grippi (Dall, 1908)
- Bela guernei Dautzenberg, 1891: đồng nghĩa của Belomitra quadruplex (Watson, 1882)
- Bela harpa Dall, 1885: đồng nghĩa của Oenopota harpa (Dall, 1885)
- Bela hebes Verrill, 1880: đồng nghĩa của Curtitoma hebes (Verrill, 1880)
- Bela iessoensis Smith E. A., 1875: đồng nghĩa của Obesotoma iessoensis (Smith E. A., 1875)
- Bela incisula Verrill, 1882: đồng nghĩa của Curtitoma incisula (Verrill, 1882)
- Bela koreni Friele, 1886: đồng nghĩa của Oenopota koreni (Friele, 1886)
- Bela krausei Dall, 1887: đồng nghĩa của Granotoma krausei (Dall, 1887)
- Bela laevigata (Philippi, 1836)[30]: đồng nghĩa của Bela zonata (Locard, 1892)
- Bela limatula Locard, 1896: đồng nghĩa của Amphissa acutecostata (Philippi, 1844)
- Bela martensi Strebel, 1905: đồng nghĩa của Mangelia martensi (Strebel, 1905)
- Bela metschigmensis Krause, 1886: đồng nghĩa của Oenopota metschigmensis (Krause, 1886)
- Bela mingoranceae Martin Perez & Vera-Pelaez, 2006[31]: đồng nghĩa của Bela powisiana (Dautzenberg, 1887)
- Bela mitralis Adams & Angas, 1864: đồng nghĩa của Guraleus mitralis (Adams & Angas, 1864)
- Bela murdochiana Dall, 1885: đồng nghĩa của Oenopota murdochiana (Dall, 1885)
- Bela neozelanica Suter, 1908: đồng nghĩa của Scrinium neozelanica (Suter, 1908)
- Bela notophila Strebel, 1908: đồng nghĩa của Lorabela notophila (Strebel, 1908)
- Bela obliqua Sars G. O., 1878: đồng nghĩa của Oenopota obliqua (Sars G.O., 1878)
- Bela optima Thiele, 1925: đồng nghĩa của Microdrillia optima (Thiele, 1925)
- Bela ornata (Locard, 1891)[32]: đồng nghĩa của Mangelia costulata Risso, 1826
- Bela pelseneri Strebel, 1908: đồng nghĩa của Lorabela pelseneri (Strebel, 1908)
- Bela plicatula Thiele, 1912: đồng nghĩa của Lorabela plicatula (Thiele, 1912)
- Bela purissima Strebel, 1908: đồng nghĩa của Typhlodaphne purissima (Strebel, 1908)
- Bela rathbuni Verrill, 1882: đồng nghĩa của Propebela rathbuni (Verrill, 1882)
- Bela regina Thiele, 1925: đồng nghĩa của Tomopleura regina (Thiele, 1925)
- Bela robusta Packard, 1866: đồng nghĩa của Obesotoma robusta (Packard, 1866)
- Bela sansibarica Thiele, 1925: đồng nghĩa của Microdrillia sansibarica (Thiele, 1925)
- Bela scalaroides Sars G. O., 1878: đồng nghĩa của Propebela scalaroides (Sars G. O., 1878)
- Bela sculpturata Dall, 1887: đồng nghĩa của Mangelia sculpturata (Dall, 1887)
- Bela septenvillei (Dautzenberg & Durouchoux, 1913)[33]: đồng nghĩa của Bela nebula (Montagu, 1803)
- Bela solida Dall, 1887: đồng nghĩa của Obesotoma solida (Dall, 1887)
- Bela spitzbergensis Friele, 1886: đồng nghĩa của Propebela spitzbergensis (Friele, 1886)
- Bela striatula Thiele, 1912: đồng nghĩa của Belalora striatula (Thiele, 1912)
- Bela subturgida Verrill, 1884: đồng nghĩa của Propebela subturgida (Verrill, 1884)
- Bela subvitrea Verrill, 1884: đồng nghĩa của Propebela subvitrea (Verrill, 1884)
- Bela tenuicostata Sars G. O., 1878: đồng nghĩa của Oenopota tenuicostata (Sars G.O., 1878)
- Bela tenuilirata Dall, 1871: đồng nghĩa của Obesotoma tenuilirata (Dall, 1871)
- Bela tumida Posselt, 1898: đồng nghĩa của Obesotoma tumida (Posselt, 1898)
- Bela turrita Strebel, 1908: đồng nghĩa của Belaturricula turrita (Strebel, 1908)
- Bela yanamii Yokoyama, 1926: đồng nghĩa của Plicifusus yanamii (Yokoyama, 1926)
- Bela zonatum (Locard, 1891)[34]: trùng lặp của Bela zonata

Nomina dubia
- Bela fortis (Reeve, 1844)[35]: nomen dubium
- Bela minuta (Reeve, 1844)[36]: nomen dubium
- Bela turgida (Reeve, 1844)[37]: nomen dubium